# 克里米亞人民共和國
克里米亞人民共和國是1917年12月至1918年1月期間曾在烏克蘭南部克里米亞半島存在的一個韃靼人國家。這一政權由克里米亞韃靼人主導。1918年初，蘇俄布爾什維克佔領了克里米亞，克里米亞人民共和國因此瓦解。